# Tiziana Rivale
Tiziana Rivale (* 13. August 1958 in Formia, Provinz Latina, als Letizia Oliva) ist eine italienische Popsängerin.

## Karriere
Letizia Oliva begann im Alter von elf Jahren zu singen und nahm schon in jungen Jahren an kleineren Musikwettbewerben teil. Nach Erfahrungen in der Rockband Rockollection unternahm sie mit Gino Bramieri eine Theater-Tournee. Ihre erste Single Addio Beatles erschien 1981 unter dem Pseudonym Tiziana Ciao. 1982 bewarb sie sich für den Wettbewerb Tre voci per Sanremo, innerhalb der Fernsehsendung Domenica in, den sie mit dem Lied L’amore va gewinnen konnte. Dadurch erhielt sie einen Startplatz im Sanremo-Festival 1983, wo sie das von Roberto Ferri und Maurizio Fabrizio geschriebene Lied Sarà quel che sarà präsentierte. Überraschend gewann Tiziana Rivale damit das Festival.
Nach dem Festivalerfolg nahm Rivale an weiteren Musikshows wie Azzurro, Festivalbar oder Premiatissima teil und veröffentlichte weitere Singles, bis 1984 ihr selbstbetiteltes Debütalbum bei Warner erschien. Der große Erfolg blieb allerdings aus. Zwei Jahre später folgte das Album Contatto, 1988 das englischsprachige Konzeptalbum Destiny. Anschließend zog die Sängerin für vier Jahre nach Los Angeles, wo sie Soundtracks aufnahm und als Synchronsprecherin arbeitete. Wieder in Italien, veröffentlichte sie 1996 das nächste Album Con tutto l’amore che c’è. 1998 erschien das Coveralbum Angelo biondo.
Zwischen 1997 und 2003 war Rivale Dauergast in mehreren Fernsehsendungen von Paolo Limiti sowie in mehreren Ausgaben von Domenica in (mit Limiti und Fabrizio Frizzi). Nach weiteren Fernsehauftritten veröffentlichte die Sängerin ab 2008 auch wieder neue Musik, hauptsächlich auf Englisch und stilistisch im Discobereich angesiedelt. 2017 erschien mit dem Doppelalbum Ieri oggi domani wieder Musik auf Italienisch.

## Diskografie

### Alben
Studioalben
- 1984 – Tiziana Rivale (Warner)
- 1986 – Contatto (Gold-Interbeat)
- 1988 – Destiny (RCA)
- 1996 – Con tutto l’amore che c’è (Danny Rose)
- 1998 – Angelo biondo (SAAR Records)
- 2009 – Mystic Rain (Interbeat)
- 2011 – True (XDVISIONS)
- 2015 – Babylon 2015 (Interbeat)
- 2017 – Ieri oggi domani (Latlantide)

Kompilationen
- 1997 – Il meglio di Tiziana Rivale (D.V. More Record)

### Singles
| Jahr | Titel Album                       | Höchstplatzierung, Gesamtwochen, AuszeichnungChartsChartplatzierungen (Jahr, Titel, Album, Platzierungen, Wochen, Auszeichnungen, Anmerkungen) | Anmerkungen       |
| Jahr | Titel Album                       | IT | Anmerkungen       |
| ---- | --------------------------------- | --- | ----------------- |
| 1983 | Sarà quel che sarà Tiziana Rivale | IT5 (13 Wo.)IT | B-Seite: Serenade |

- 1981 – Addio Beatles / Meglio Charlot (veröffentlicht als Tiziana Ciao)
- 1982 – L’amore va / Serenade
- 1983 – L’amore va / Sole stai
- 1983 – C’est la vie / Un amore diverso
- 1983 – Questo mondo è una baracca / Give a Chance
- 1985 – Ferma il mondo / Moviestory
- 1987 – My Sophisticated Love
- 1990 – Don’t Try to Stop Tomorrow
- 1996 – È finita qui / Un giorno per amarti di più / Dove sei
- 2008 – Love Is a Hurricane / Flame
- 2008 – Ash / Flame
- 2009 – Telephone / Daily Dreams
- 2012 – Miss Rivale: Someday
- 2012 – Lonely Boy
- 2013 – Notte astrale / Nuit astral
- 2014 – For Always / Just Hold Me Tonight
- 2016 – Io come il sole
- 2017 – The Shadow of Elohim
- 2017 – Più forte
- 2017 – Roma Forever
- 2019 – Ash (Remix 2019)
- 2020 – Don’t Cheat on Me
- 2020 – London Boys (feat. Touch&Sies)

## Belege
1. ↑  Guido Racca: M&D Borsa Singoli 1960-2019. Selbstverlag, 2019, ISBN 978-1-09-326490-6, S. 367.

| Personendaten    | Personendaten                                           |
| ---------------- | ------------------------------------------------------- |
| NAME             | Rivale, Tiziana                                         |
| ALTERNATIVNAMEN  | Oliva, Letizia (Geburtsname); Ciao, Tiziana (Pseudonym) |
| KURZBESCHREIBUNG | italienische Popsängerin                                |
| GEBURTSDATUM     | 13. August 1958                                         |
| GEBURTSORT       | Formia, Provinz Latina                                  |